# Siekiernica
Siekiernica (Hedysarum L.) – rodzaj roślin należących do rodziny bobowatych. Obejmuje ok. 220 gatunków. Występują one głównie w centralnej i zachodniej Azji, poza tym w Ameryce Północnej, północnej Afryce i Europie, zwłaszcza południowej. We florze Polski występuje tylko jeden gatunek – siekiernica górska (Hedysarum hedysaroides). Gatunki z tego rodzaju zasiedlają suche zarośla i widne lasy, tereny skaliste, klify. Znaczenie użytkowe jako roślina pastewna ma siekiernica włoska oraz alpejska. Niektóre gatunki uprawiane są jako rośliny ozdobne (siekiernica alpejska, biała).

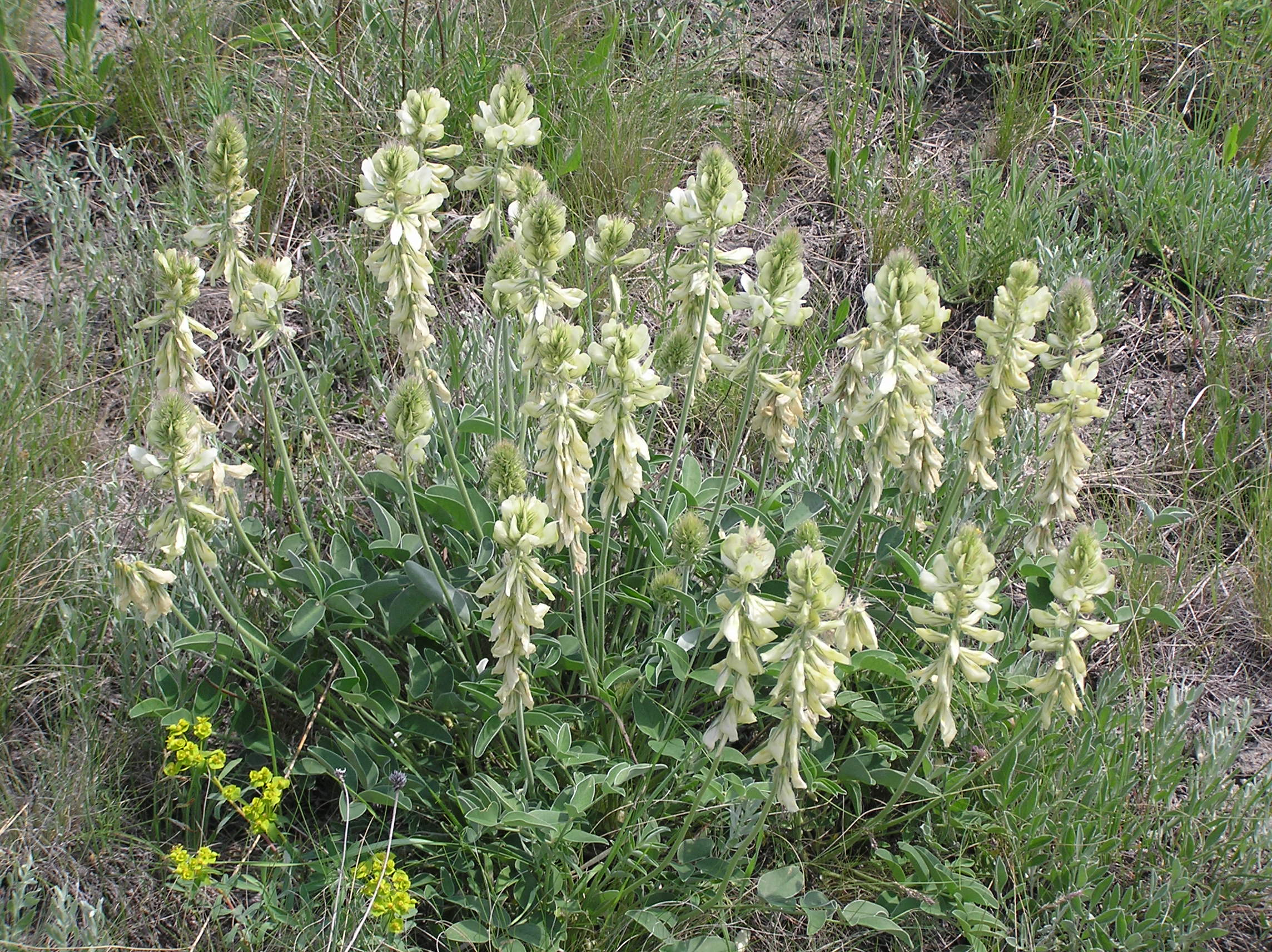
Hedysarum grandiflorum

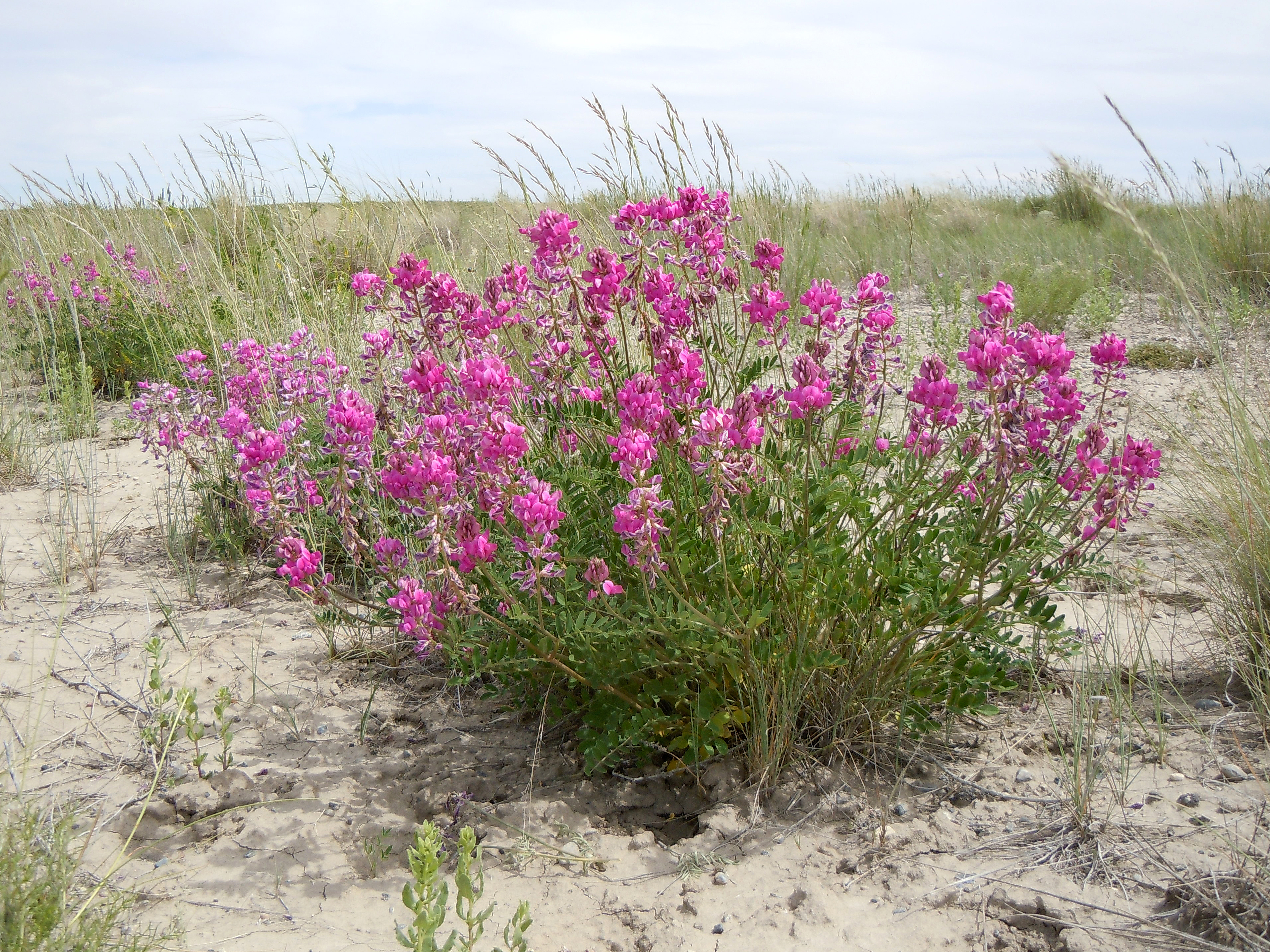
Hedysarum boreale

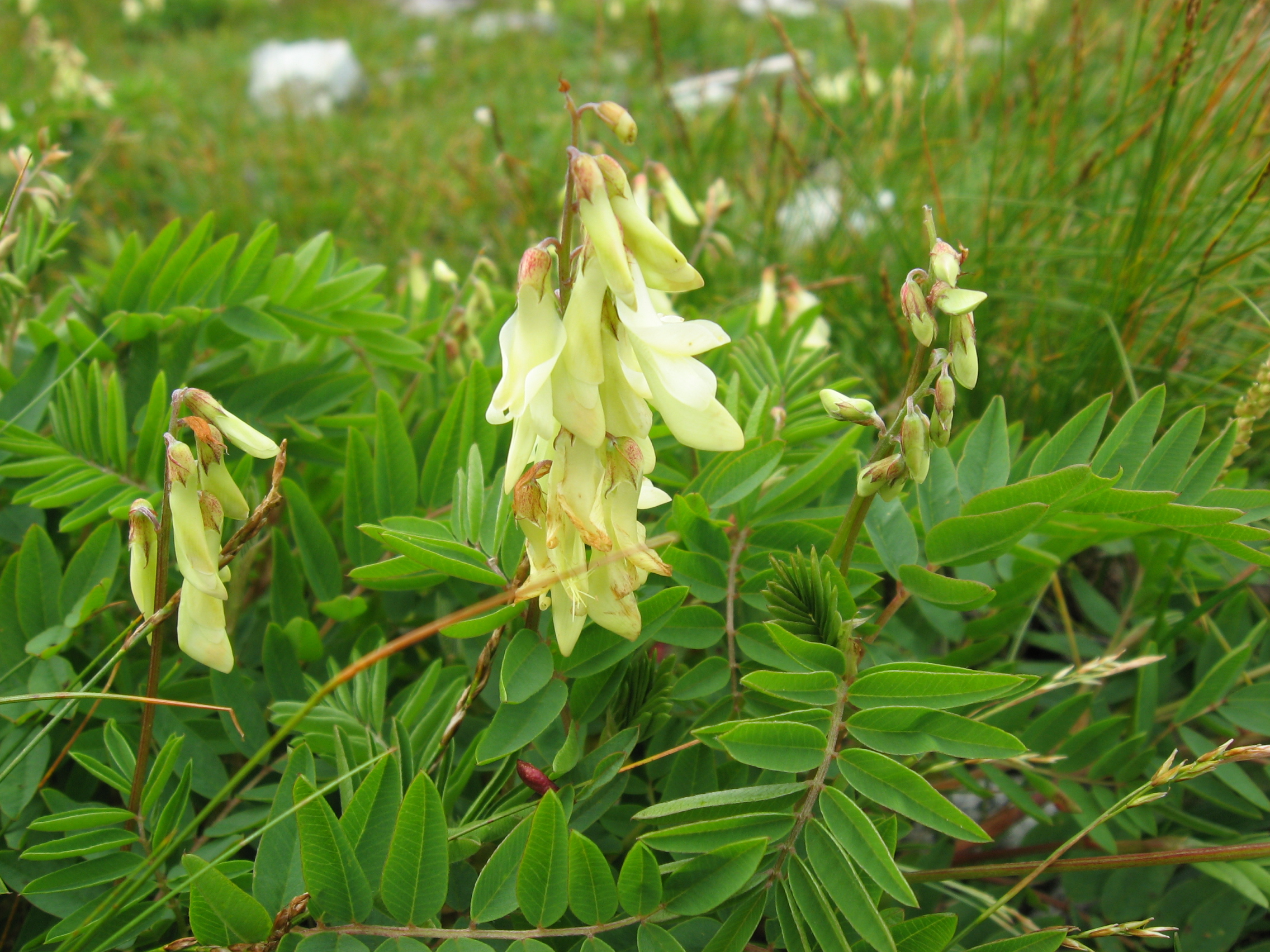
Hedysarum vicioides

## Morfologia
PokrójByliny i rośliny jednoroczne, rzadko krzewy o wysokości nie przekraczającej 1 m.
LiściePierzasto złożone z 3 do 16 parami listków. Przylistki łuskowate, zrosłe lub wolne.
KwiatyMotylkowe, zebrane w luźne lub gęste grona liczące do 40 kwiatów. Kielich zrosłodziałkowy, dzwonkowaty lub cylindryczny, powstający z 5 działek podobnych do siebie długością. Płatki korony nierówne i zróżnicowane, zwykle czerwone, różowe, rzadko żółte lub białe. Górny płatek tworzy żagielek, ma brzegi odgięte do tyłu. Dwa boczne płatki tworzą zaokrąglone skrzydełka otulające dolny płatek, tworzący łódeczkę skrywającą pręciki i słupek. Dziewięć pręcików jest zrośniętych w rurkę, pojedynczy, najwyższy jest wolny. Słupek pojedynczy z zalążnią górną.
OwoceStrąki spłaszczone, rozpadające się zwykle na 8 członów, każde z pojedynczym nasionem.

## Systematyka
Pozycja rodzaju według APweb (aktualizowany system APG IV z 2016)
Jeden z rodzajów podrodziny bobowatych właściwych Faboideae w rzędzie bobowatych Fabaceae s.l. W obrębie podrodziny należy do plemienia Hedysareae.
Pozycja rodzaju według systemu Revealu (1993–1999)
Gromada okrytonasienne (Magnoliophyta Cronquist), podgromada Magnoliophytina Frohne & U. Jensen ex Reveal, klasa Rosopsida Batsch, podklasa różowe (Rosidae Takht.), nadrząd Fabanae R. Dahlgren ex Reveal, rząd bobowce (Fabales Bromhead), rodzina bobowate (Fabaceae Lindl.), podrodzina siekiernicowate (Hedysaroideae Burnett), plemię Hedysareae DC., podplemię Hedysarinae  DC., rodzaj siekiernica (Hedysarum L.).
Wykaz gatunków
- Hedysarum aculeatum Golosk.
- Hedysarum acutifolium Bajtenov
- Hedysarum al-shehbazii Ranjbar
- Hedysarum alaicum B.Fedtsch.
- Hedysarum alamutense Nafisi & Kaz.Osaloo
- Hedysarum algidum L.Z.Shue ex P.C.Li
- Hedysarum alii H.Ali & Qaiser
- Hedysarum alpinum L. – siekiernica alpejska
- Hedysarum amankutanicum B.Fedtsch.
- Hedysarum americanum (Michx. ex Pursh) Britton
- Hedysarum anatolicum Amirahm. & Kaz.Osaloo
- Hedysarum angrenicum Korotkova
- Hedysarum antitauricum Hub.-Mor. & Yurdak.
- Hedysarum argyrophyllum Ledeb.
- Hedysarum armenium Boiss. ex Tchich.
- Hedysarum astragaloides Benth. ex Baker
- Hedysarum atropatanum Bunge ex Boiss.
- Hedysarum aucheri Boiss.
- Hedysarum austrokurilense (N.S.Pavlova) N.S.Pavlova
- Hedysarum baicalense B.Fedtsch.
- Hedysarum balchanense Boriss.
- Hedysarum baldshuanicum B.Fedtsch.
- Hedysarum bectauatavicum Bajtenov
- Hedysarum bellevii (Prain) Bornm.
- Hedysarum biebersteinii Chrtková
- Hedysarum bordzilovskyi Grossh.
- Hedysarum boreale Nutt.
- Hedysarum boveanum Bunge ex Basiner
- Hedysarum brachypterum Bunge
- Hedysarum brahuicum Boiss.
- Hedysarum branthii Trautv. & C.A.Mey.
- Hedysarum bucharicum B.Fedtsch.
- Hedysarum cachemirianum Benth. ex Baker
- Hedysarum callithrix Bunge ex Boiss.
- Hedysarum campylocarpon H.Ohashi
- Hedysarum candidissimum Freyn
- Hedysarum candidum M.Bieb. – siekiernica biała
- Hedysarum cappadocicum Boiss.
- Hedysarum caucasicum M.Bieb.
- Hedysarum chaitocarpum Regel & Schmalh.
- Hedysarum chalchorum N.Ulziykh.
- Hedysarum chantavicum Popov ex Bajtenov
- Hedysarum cisbaicalense Malyschev
- Hedysarum cisdarvasicum Kamelin & Karimova
- Hedysarum citrinum Baker f.
- Hedysarum coelesyriacum Sam. ex Rech.f.
- Hedysarum consanguineum DC.
- Hedysarum cretaceum Fisch. ex DC.
- Hedysarum criniferum Boiss.
- Hedysarum cumuschtanicum Sultanova
- Hedysarum cuonanum P.L.Liu, J.Wen & Zhao Y.Chang
- Hedysarum cyprium Boiss.
- Hedysarum daghestanicum Rupr. ex Boiss.
- Hedysarum dahuricum Turcz. ex B.Fedtsch.
- Hedysarum daraut-kurganicum Sultanova
- Hedysarum dasycarpum Turcz.
- Hedysarum dededaghense Govaerts
- Hedysarum dentatoalatum K.T.Fu
- Hedysarum denticulatum Regel
- Hedysarum dmitrievae Bajtenov
- Hedysarum drobovii Korotkova
- Hedysarum duruae Yıld.
- Hedysarum elymaiticum Boiss. & Hausskn.
- Hedysarum enaffae Sultanova
- Hedysarum erythroleucum Schott & Kotschy ex Boiss.
- Hedysarum erzurumianum Govaerts
- Hedysarum falconeri Baker
- Hedysarum fallacinum Rech.f. & Aellen
- Hedysarum farinosum Parsa
- Hedysarum ferganense Korsh.
- Hedysarum fistulosum Hand.-Mazz.
- Hedysarum flavescens Regel & Schmalh.
- Hedysarum formosum Fisch. & C.A.Mey. ex Basiner
- Hedysarum garinense Dehshiri & Maassoumi
- Hedysarum glabrifoliolatum Ranjbar
- Hedysarum gmelinii Ledeb.
- Hedysarum grandiflorum Pall.
- Hedysarum gypsaceum Korotkova
- Hedysarum gypsophilum Dehshiri
- Hedysarum halophilum Bornm. & Gauba
- Hedysarum hasanyildirimii Yıld.
- Hedysarum hedysaroides (L.) Schinz & Thell. – siekiernica górska
- Hedysarum hemithamnoides Korotkova
- Hedysarum hirtifoliolum B.H.Choi
- Hedysarum huetii Boiss.
- Hedysarum hyrcanum Bornm. & Gauba
- Hedysarum ibericum M.Bieb.
- Hedysarum iliense B.Fedtsch. ex Popov
- Hedysarum inundatum Turcz.
- Hedysarum iomuticum B.Fedtsch.
- Hedysarum issykkulense Nikitina
- Hedysarum jaxarticum Popov
- Hedysarum jaxartucirdes Y.Liu ex R.Sha
- Hedysarum jinchuanense L.Z.Shue
- Hedysarum kamcziraki Karimova
- Hedysarum karataviense B.Fedtsch.
- Hedysarum kasteki Bajtenov
- Hedysarum ketenoglui Başköse, Yaprak & Akyıldırım
- Hedysarum kirghisorum B.Fedtsch.
- Hedysarum kolenatii K.Koch
- Hedysarum kopetdaghi Boriss.
- Hedysarum korzinskyanum B.Fedtsch.
- Hedysarum kotschyi Boiss.
- Hedysarum krylovii Sumnev.
- Hedysarum kudrjaschevii Korotkova
- Hedysarum kulikovii Knjaz.
- Hedysarum kumaonense Benth. ex Baker
- Hedysarum latibracteatum N.S.Pavlova
- Hedysarum lehmannianum Bunge
- Hedysarum limitaneum Hand.-Mazz.
- Hedysarum lintschevskyi Bajtenov
- Hedysarum lipskianum L.I.Vassiljeva
- Hedysarum lipskyi B.Fedtsch.
- Hedysarum longidens Schischk.
- Hedysarum longigynophorum C.C.Ni
- Hedysarum macedonicum Bornm.
- Hedysarum macranthum (Freyn & Sint.) B.Fedtsch.
- Hedysarum macrocarpum Korotkova ex Kovalevsk.
- Hedysarum magnificum Kudr.
- Hedysarum maitlandianum Aitch. & Baker
- Hedysarum malatyanum Govaerts
- Hedysarum malurense Rech.f.
- Hedysarum manaslense (Kitam.) H.Ohashi
- Hedysarum marandense Mozaff., Akrami & Maassoumi
- Hedysarum microcalyx Baker
- Hedysarum micropterum Bunge ex Boiss.
- Hedysarum mindshilkense Bajtenov
- Hedysarum minimum Govaerts
- Hedysarum minjanense Rech.f.
- Hedysarum minussinense B.Fedtsch.
- Hedysarum mogianicum (B.Fedtsch.) B.Fedtsch.
- Hedysarum monophyllum Boriss.
- Hedysarum nagarzense C.C.Ni
- Hedysarum narynense Nikitina
- Hedysarum naudinianum Coss. & Durieu
- Hedysarum neglectum Ledeb.
- Hedysarum neyshaboricum Ranjbar
- Hedysarum nikolai Kovalevsk.
- Hedysarum nitidum Willd.
- Hedysarum nonnae Roskov
- Hedysarum nuratense Popov
- Hedysarum occidentale Greene
- Hedysarum olgae B.Fedtsch.
- Hedysarum omissum Kovalevsk.
- Hedysarum ovczinnikovii Karimova ex Kovalevsk.
- Hedysarum pallidiflorum Pavlov
- Hedysarum pannosum (Boiss.) Boiss.
- Hedysarum papillosum Boiss.
- Hedysarum paucifoliolatum Ranjbar & Olanj
- Hedysarum pavlovii Bajtenov
- Hedysarum perrauderianum Coss. & Durieu
- Hedysarum pestalozzae Boiss.
- Hedysarum petrovii Yakovlev
- Hedysarum plumosum Boiss. & Hausskn.
- Hedysarum pogonocarpum Boiss.
- Hedysarum polybotrys Hand.-Mazz.
- Hedysarum × polychromum P.V.Kulikov
- Hedysarum poncinsii Franch.
- Hedysarum popovii Korotkova
- Hedysarum praticola Rech.f.
- Hedysarum pseudastragalus Ulbr.
- Hedysarum pseudomicrocalyx H.Ohashi & Tateishi
- Hedysarum pskemense Popov ex B.Fedtsch.
- Hedysarum pycnostachyum Hedge & Hub.-Mor.
- Hedysarum razoumowianum Helm & Fisch. ex DC.
- Hedysarum renzii Rech.f.
- Hedysarum roseum Sims
- Hedysarum sachalinense B.Fedtsch.
- Hedysarum sajanicum N.Ulziykh.
- Hedysarum sangilense Krasnob. & Timokhina
- Hedysarum santalaschi B.Fedtsch.
- Hedysarum sauzakense Rech.f. & Köie
- Hedysarum schellianum Knjaz.
- Hedysarum semenowii Regel & Herder
- Hedysarum sericatum Kitam.
- Hedysarum setigerum Turcz. ex Fisch. & C.A.Mey.
- Hedysarum setosum Vved.
- Hedysarum sewerzowii Bunge
- Hedysarum shahjinalense H.Ali & Qaiser
- Hedysarum sikkimense Benth. ex Baker
- Hedysarum singarense Boiss. & Hausskn.
- Hedysarum × smirnovii Knjaz.
- Hedysarum songaricum Bong.
- Hedysarum splendens Fisch. ex DC.
- Hedysarum subglabrum (Kar. & Kir.) B.Fedtsch.
- Hedysarum sulphurescens Rydb.
- Hedysarum sultanovae Lazkov
- Hedysarum syriacum Boiss.
- Hedysarum taipeicum (Hand.-Mazz.) K.T.Fu
- Hedysarum talassicum Nikitina & Sultanova
- Hedysarum tanguticum B.Fedtsch.
- Hedysarum taoriparium B.H.Choi & H.Ohashi
- Hedysarum tarbagataicum Knjaz.
- Hedysarum taschkendicum Popov
- Hedysarum tauricum Pall. ex Willd.
- Hedysarum tenuifolium (B.Fedtsch.) B.Fedtsch.
- Hedysarum theinum Krasnob.
- Hedysarum thiochroum Hand.-Mazz.
- Hedysarum tibeticum (Benth.) B.H.Choi & H.Ohashi
- Hedysarum tongtianhense (Y.H.Wu) Y.H.Wu
- Hedysarum trigonomerum Hand.-Mazz.
- Hedysarum truncatum Eastw.
- Hedysarum × tscherkassovae Knjaz.
- Hedysarum tschuense Pjak & A.L.Ebel
- Hedysarum turcicum Hamzaoğlu & Koç
- Hedysarum turczaninovii Peschkova
- Hedysarum turkestanicum Regel & Schmalh.
- Hedysarum ucrainicum Kaschm.
- Hedysarum ulutavicum Knjaz.
- Hedysarum vanense Hedge & Hub.-Mor.
- Hedysarum varium Willd.
- Hedysarum vicioides Turcz.
- Hedysarum villosissimum Knjaz.
- Hedysarum volkii Rech.f.
- Hedysarum vvedenskyi Korotkova
- Hedysarum wakhanicum Podlech & O.Andersson
- Hedysarum wangii P.L.Liu & Zhao Y.Chang
- Hedysarum xichuanicum Y.H.Wu
- Hedysarum xizangensis C.C.Ni
- Hedysarum yushuensis Y.H.Wu
- Hedysarum zundukii Peschkova